# 沃爾科特峰
沃爾科特峰（英語：Walcott Peak），是南極洲的山峰，位於帕爾默地中部，處於尤科拉山和洛基峰之間的古斯里奇冰原島峰南部，在1974年由美國地質調查局繪入地圖，現時由南極條約體系管理。